# 1358
1358 (MCCCLVIII) var ett normalår som började en måndag i den julianska kalendern.

## Händelser

### Okänt datum
- Påven bannlyser kung Magnus Eriksson på grund av en ouppklarad penningskuld, då kungen inte förmår betala sina skulder till den påvliga kurian.
- Uppror utbryter i Paris och Jacquerie i norra Frankrike.
- Riddaren Przibe von Gawron, av ätten von Gaffron und Oberstradam, gav år 1358 i förläning riddargodset Buschka till Thamme von Hayn och dennes efterkommande.
- Uppskattning: Nanking i Kina blir världens folkrikaste stad, och övertar ledningen från Hangzhou, Kina.[1]

## Födda
- 24 augusti – Johan I av Kastilien, kung av Kastilien.
- Eleonora av Aragonien, drottning av Kastilien.
- Maria de Luna, drottning av Aragonien.

## Avlidna
- 20 juli – Albrekt II, hertig av Österrike.
- 22 augusti – Isabella av Frankrike, drottning av England 1308–1327 (gift med Edvard II)
- Ashikaga Takauji, japansk shogun.
- Isabel Bruce, drottning av Norge cirka 1293–1299, gift med Erik Prästhatare.

### Fotnoter
1. ↑  ”Geography at about.com”. Arkiverad från originalet den 27 maj 2005. https://web.archive.org/web/20050527095609/http://geography.about.com/library/weekly/aa011201a.htm. Läst 18 mars 2011.